# Четвёртая гугенотская война
Четвёртая гугенотская война (1572—1573 годы) — вооружённый конфликт между французскими протестантами (гугенотами) и католиками, ставший четвёртой из восьми религиозных войн. Войсками католиков так же, как и ранее, командовал брат короля герцог Анжуйский (впоследствии король Генрих III); у гугенотов какого-либо заметного лидера не было. Католическая партия пыталась закрепить в этой войне успех Варфоломеевской ночи, когда многие гугеноты, включая вождей, были либо убиты, либо принуждены к переходу в католичество. Протестанты же засели в крепостях и упорной обороной вынудили противника в очередной раз пойти на уступки.

## Ход войны
Сближение между двумя противоборствующими лагерями, происходившее в 1570—1572 годах, получило трагическое завершение во время ночи святого Варфоломея (24 августа 1572 года). После резни гугенотов в Париже аналогичные погромы меньшего масштабы происходили и в других городах королевства — в Руане, Бурже, Лионе, Тулузе и др. Но о полном уничтожении протестантизма во Франции не могло быть и речи. Многие города оставались под контролем гугенотов, в первую очередь — Ла-Рошель, приготовившаяся к обороне и возобновившая переговоры с Англией о союзе. Её нежелание подчиняться короне и стало поводом к началу открытой войны.
Особенностью конфликта стало фактическое отсутствие полевых боевых действий и сражений. Война свелась главным образом к двум осадам — Ла-Рошели и Сансерра. Ла-Рошель католическая армия под командованием герцога Анжуйского осадила в ноябре 1572 года, и до июня гугеноты отбивали все штурмы, несмотря на вынужденный уход английского флота и голод. Католики несли огромные потери. Как и во время предыдущих войн, у короны не хватало ресурсов на долгую войну. К тому же герцог Анжуйский был избран королём Речи Посполитой, где существовала сильная протестантская партия, и его представитель гарантировал полякам не только терпимость кандидата в религиозных вопросах, но и его уход от Ла-Рошели сразу после избрания.
24 июня 1573 года был заключён Ла-Рошельский мир, по которому гугеноты получали право отправлять свой культ в Ла-Рошели, Ниме и Монтобане, им возвращались отобранные ранее имения и должности.

## В художественной литературе
Отдельные эпизоды Четвёртой гугенотской войны изображены в романах Мериме («Хроника царствования Карла IX») и Генриха Манна («Молодые годы короля Генриха IV»).